# Christine Giampaoli Zonca
Christine Giampaoli Zonca (Puducherry, 22 luglio 1993) è una pilota di rally italiana naturalizzata spagnola.
Corre con il soprannome di Christine GZ. Nel 2016, Zonca è stata membro della prima squadra di rally tutta al femminile a gareggiare ai Campionati del mondo di rally.

## Biografia
È nata da genitori italiani in India, dove ha vissuto per 8 anni prima che la famiglia si trasferisse a Milano, e poi a Tenerife. Ha conseguito una laurea in tecnologia degli sport motoristici presso la Birmingham City University.
Inizialmente ha lavorato nel garage di un suo vicino. Il primo telaio che acquistò fu una Golf MKII del 1988, seguita da una Rally Corolla del 1989 che soprannominò "Lolla".
Nel 2014 ha vinto il suo primo titolo, il Campionato assoluto delle Canarie. Nel 2016 è stata membro della prima squadra di rally tutta al femminile a gareggiare ai Campionati del mondo di rally.
Nel 2020 ha partecipato ad alcune puntate di Overland 21, dedicate a Islanda e isole Faroe, guidando uno dei due fuoristrada usati nella spedizione. 
Zonca è ambasciatrice Can-Am.

## Gare
| Anno | Gara                                          | Vettura                         |
| ---- | --------------------------------------------- | ------------------------------- |
| 2021 | Desert X Prix                                 | Spark ODYSSEY 21                |
| 2019 | Baja 1000                                     | Dynamic Can-Am X3 UTV           |
| 2019 | Sonora Rally                                  | Dynamic Can-Am X3 UTV           |
| 2018 | Ral.li Ciutat de Tàrrega                      | Can-Am Maverick X3              |
| 2018 | Ral.li Vidreres de Terra                      | Can-Am Maverick X3 X RS Turbo R |
| 2017 | RallyRACC Catalunya - Costa Daurada           | Peugeot 208 1.2 Pure Tech       |
| 2017 | Ral.li Ciutat de Cervera                      | Peugeot 107 RC Maxi             |
| 2017 | Slalom Los Caracolitos                        | Subaru Impreza GC8              |
| 2017 | Rally Il Ciocco e Valle del Serchio           | Fiat Abarth 695 SS              |
| 2017 | Rallysprint de La Mencía "Villa de Cacabelos" | Ford Fiesta R2                  |
| 2016 | Rally Orvecame Isla de Lanzarote              | Renault Twingo RS R2            |
| 2016 | Rallye Ciudad de Pozoblanco                   | Peugeot 208 R2                  |
| 2016 | Rally Comunidad de Madrid RACE                | Peugeot 208 R2                  |
| 2016 | Rally de La Oliva                             | Toyota Corolla AE92             |
| 2016 | Critérium de Málaga - Rallye de Tierra        | Peugeot 208 R2                  |
| 2016 | RallyRACC Catalunya - Costa Daurada           | Peugeot 208 R2                  |
| 2016 | Rally Ciutat de Valls                         | Peugeot 208 R2                  |
| 2016 | Ral.li Ciutat de Cervera                      | Peugeot 208 R2                  |
| 2016 | Rally Bianco Azzuro - Rose'n Bowl             | Ford Fiesta ST                  |
| 2016 | Slalom Los Caracolitos-Ayto Antigua           | Subaru Impreza GC8              |
| 2016 | Rally Isla de Los Volcanes                    | Subaru Impreza GC8              |
| 2016 | Slalom Majanicho-El Caramba                   | Subaru Impreza GC8              |
| 2016 | Slalom Santa Mónica Tefia-Naviera Armas       | Subaru Impreza GC8              |
| 2016 | Slalom La Candelaria-Tías                     | Subaru Impreza GC8              |
| 2015 | Il Slalom Antigua                             | Toyota Corolla AE92             |
| 2015 | Critérium de Málaga - Rallye de Tierra        | Peugeot 208 R2                  |
| 2015 | Rally Isla de Los Volcanes                    | Toyota Corolla AE92             |
| 2015 | Rally de Antigua                              | Toyota Corolla AE92             |
| 2015 | Slalom Isla de Lanzarote-Tinajo               | Toyota Corolla AE92             |
| 2015 | Slalom Los Caracolitos                        | Toyota Corolla AE92             |
| 2015 | Rally de Tierra Isla Verde                    | Toyota Corolla AE92             |
| 2015 | Slalom Majanicho-El Caramba                   | Toyota Corolla AE92             |
| 2015 | Rally de Tierra de Gran Canaria               | Toyota Corolla AE92             |
| 2015 | Slalom Maximo Ojeda                           | Toyota Corolla AE92             |
| 2014 | Rally de La Oliva                             | Toyota Corolla AE92             |
| 2014 | Slalom de Santa Lucia                         | Toyota Corolla AE92             |
| 2014 | Rally Isla de Volcanes                        | Toyota Corolla AE92             |
| 2014 | Rally de Antigua                              | Toyota Corolla AE92             |
| 2014 | Slalom Isla de Lanzarote-Tinajo               | Toyota Corolla AE92             |
| 2014 | Slalom Los Caracolitos                        | Toyota Corolla AE92             |
| 2014 | Rally de Tierra de Gran Canaria               | Toyota Corolla AE92             |
| 2014 | Rally de Tierra Isla Verde                    | Toyota Corolla AE92             |
| 2014 | Slalom de San Bartolomé                       | Toyota Corolla AE92             |

## Risultati nel WRC
| 2016 | Scuderia          | Vettura        |  |  |  |  |  |  |  |  |  |  |  |    |  |  |  |  | Punti | Pos. |
| ---- | ----------------- | -------------- |  |  |  |  |  |  |  |  |  |  |  | -- |  |  |  |  | ----- | ---- |
| 2016 | C.D. Fuerte Motor | Peugeot 208 R2 |  |  |  |  |  |  |  |  |  |  |  | 49 |  |  |  |  | 0     |      |

| Legenda | 1º posto | 2º posto | 3º posto | A punti | Senza punti | Ritirato | Squalificato | NP=Non partito C=Gara cancellata | Apice=Power stage |